# 冷战 (1947-1948年)
1947年至1948年的冷战是从1947年杜鲁门主义到1948年盟国管制理事会丧失能力的冷战时期。冷战在美国-苏联-英国联盟在第二次世界大战欧洲战争胜利几年后出现，并持续至1991年。冷战发生在世界各地，但在欧洲以外的时间有部分不同。西方和苏联之间的冲突出现得更早。1945年至1946年，美国和英国强烈反对苏联对东欧和伊朗的控制权，而对苏联的反间谍活动使紧张局势更加明显。然而，历史学家强调，美英和苏联之间的决定性决裂发生在1947年至1948年，涉及杜鲁门主义、马歇尔计划和盟国管制理事会在治理被占领的德国合作破裂等问题。1947年，金融家兼总统顾问伯纳德·巴鲁克创造了“冷战”一词来描述三个二战盟友之间日益冷淡的关系：美国、英国和苏联。
这些年的世界领导人名单如下：克莱门特·艾德礼（英国）；哈里·杜鲁门（美国）；樊尚·奥里奥尔（法国）；约瑟夫·斯大林（苏联）；蒋介石（中华民国）。

## 共产主义在欧洲的进一步扩张

东方集团

苏联占领的几个没有直接并入苏联的国家成为了苏联的卫星国，如东德、波兰人民共和国、匈牙利人民共和国、捷克斯洛伐克社会主义共和国、保加利亚人民共和国、罗马尼亚人民共和国和阿尔巴尼亚人民共和国，一些国家在20世纪60年代脱离苏联，转而与中华人民共和国结盟。南斯拉夫社会主义联邦共和国实行独立自主的外交政策，与苏联的关系变得紧张。
东德地方选举失利后，德国统一社会党（“SED”）被迫合并，随后在1946年的选举中，政治对手受到压迫。1946年波兰人民公投，不到三分之一的波兰人口投票赞成大规模的共产主义土地改革和工业国有化，随后举行了第二次投票操纵选举以获得预期结果。1947年波蘭議會選舉导致波兰正式转变为波兰人民共和国。
最初，苏联领导的东方集团制度拒绝了西方国家的市场经济、民主（在苏联术语中称为“自由民主制”）和法治的制度特征，这些制度压制了国家的自由干预。他们在经济上实行共产主义，大量的物资依赖苏联。虽然在第二次世界大战后的前三年，这些国家发生了大规模向西方的移民，但此后实施的限制阻止了大多数东西方移民，但有限的双边和其它协议除外。

## 围堵的实施
1947年1月，凯南起草了一篇题为《苏联行为的根源》的文章。海军部长詹姆斯·福里斯特尔允许该报告以笔名“X”发表在外交杂志上，文章被称为X论文。传记作家道格拉斯·布林克利因福里斯特尔在分发凯南的作品方面所做的工作而称他为“围堵教父”。“围堵”一词的使用源于所谓的“X条款”：“在这种情况下，很明显，美国对苏联的任何政策的主要内容都必须是长期、耐心但坚定和警惕地遏制俄罗斯的扩张倾向。”

### 德国政策重述

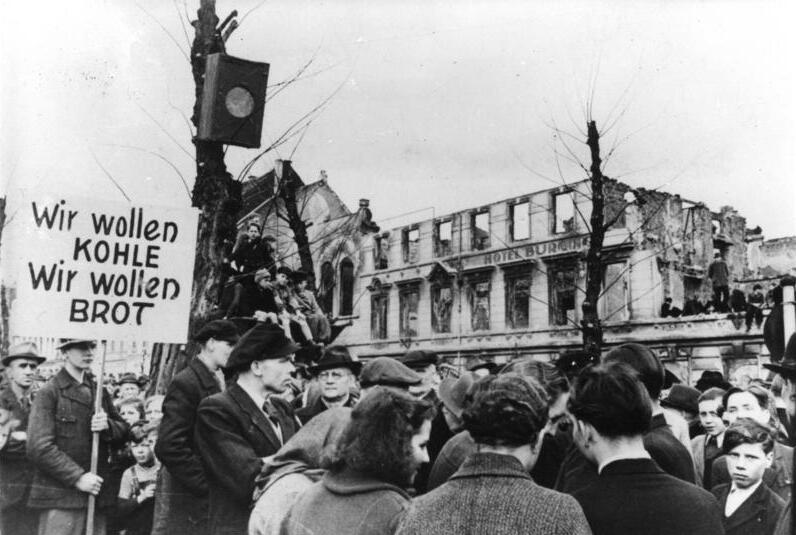
1947年饥饿的冬天，数千人在西德抗议灾难性的粮食状况（1947年3月31日）。牌子上写着：我们要煤，我们要面包

苏联在战争中损失了大约2700万人，决定摧毁德国发动另一场战争的能力，并在战时会议上推动了这一行动。由此产生的摩根索计划将使德国恢复到一个没有重工业的国家。由于为避免德国大规模饥荒而增加的粮食进口成本，以及整个国家都有被共产主义夺走的危险，美国政府于1946年9月在国务卿詹姆斯·F·伯恩斯的演讲《對德政策的重述》中放弃了摩根索计划。
1947年1月，杜鲁门任命乔治·马歇尔将军为国务卿，并颁布了马歇尔计划，该法令规定，一个有序和繁荣的欧洲需要“一个稳定和富有成效的德国”的经济贡献。该指令符合卢修斯·D·克莱将军和美国参谋长联席会议对共产主义在德国日益增长的影响力的看法，以及欧洲其他经济体在没有以前依赖的德国工业基础的情况下无法复苏的看法。政府官员会见了苏联外交部长维亚切斯拉夫·莫洛托夫等人，敦促德国实现经济自给自足，包括详细说明苏联已经拆除的工业厂房、货物和基础设施。经过六周的谈判，莫洛托夫拒绝了这些要求，谈判延期。马歇尔在亲自会见斯大林后尤其气馁，斯大林对解决德国经济问题不感兴趣。美国得出结论，解决方案不能再等了。

### 希腊内战和杜鲁门主义

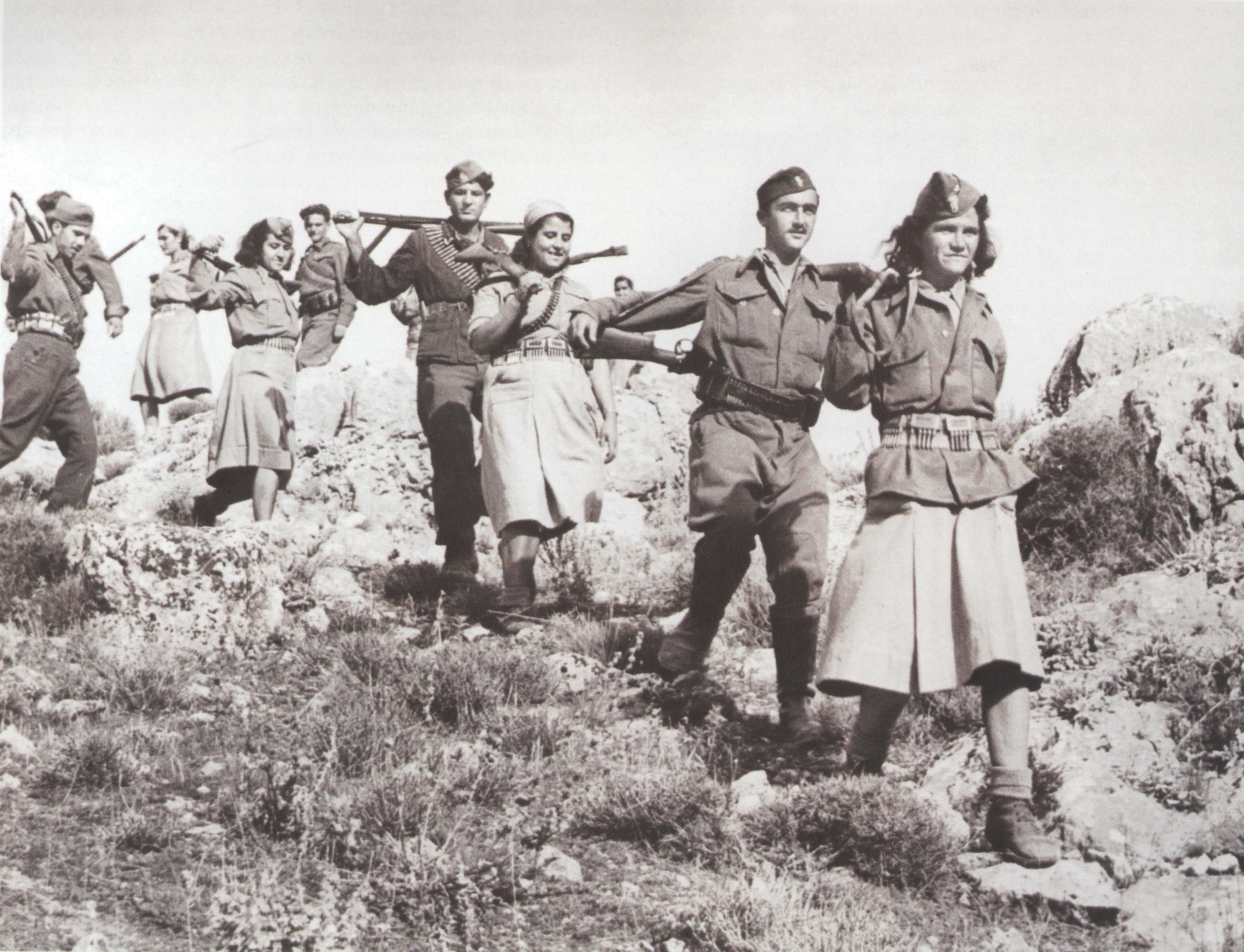
希腊人民解放军

东西方都认为希腊处于英国势力范围。斯大林尊重与温斯顿·丘吉尔达成的“英苏百分比协定”，不对希腊内战进行干预，但南斯拉夫和阿尔巴尼亚无视苏联的政策，在希腊内战期间向希腊共产党武装力量希腊民主军提供援助。英国向希腊军队提供援助，使希腊共产党（没有苏联的援助）处于不利地位。然而，到1947年，濒临破产的英国政府再也无法维持其大规模的海外援助。除了印巴分治和将巴勒斯坦委任统治权交还给联合国外，英国还决定从希腊撤军。
杜鲁门获悉，英国对希腊和土耳其的援助将在不到六周内结束，由于苏联不愿从伊朗撤军，美国已经对苏联的意图充满敌意和怀疑，因此决定采取进一步行动。由于国会牢牢掌握在共和党手中，美国公众中的孤立主义情绪强烈，杜鲁门采取了意识形态的方法。在国会的一次会议上称，“桶里的苹果被一个腐烂的苹果感染”的论点被用来说服他们支持希腊和土耳其的重要性，后来成为了“多米诺骨牌理论”。1947年3月12日上午，哈里·S·杜鲁门总统出现在国会，要求向希腊和土耳其提供4亿美元的援助。杜鲁门呼吁国会批准美国“支持抵抗少数民族或外部威胁企图征服自由人民”，是“围堵”政策，他阐述了被称为“杜鲁门主义”的意识形态斗争。尽管它是基于对希腊和土耳其局势的简单分析，但它至少在越南战争之前一直是美国政策的唯一主导力量。
杜鲁门的演讲产生了巨大的影响。美国刚刚开始酝酿的反共情绪得到了极大的推动，沉默的国会以压倒性票数批准了援助。美国不会像第一次世界大战后那样退缩。1947年9月，苏联中央委员会秘书安德烈·日丹诺夫宣布，“杜鲁门主义……旨在使美国帮助所有积极反对民主的反动政权，具有赤裸裸的侵略性。”
从那时起，美国在“自由”、“民主”和“人权”的口号下，在全球任何地方积极反对共产主义。美国展示了其作为“自由世界”领导角色。与此同时，苏联展示了其“进步”和“反帝”阵营领导者的地位。

### 1947年危机、马歇尔计划和捷克斯洛伐克政变
马歇尔与杜鲁门主义相一致，在1947年5月危机事件中，美国以拒绝任何财政援助为威胁，向法国和意大利施压，要求其清除政府中的共产党。马歇尔在1947年6月5日的一次演讲中宣布了一项美国向所有希望参与的欧洲国家提供援助的全面计划，包括苏联及其卫星国，称为马歇尔计划。由于担心美国的政治、文化和经济渗透，苏联最终禁止东方集团接受马歇尔计划的援助。1948年苏联支持的捷克斯洛伐克政变，其残暴程度比迄今为止任何事件都更震惊西方列强，并引发了一场短暂的战争恐慌，改变了美国国会少数反对马歇尔计划的立场。

## 从关系恶化到公开的敌意

### 纳粹与苏联的关系与历史造假
1948年1月，美国国务院出版了一本名为《1939-1941年纳粹与苏联关系：德国外交部档案馆的文件》，其中包含从纳粹德国外交部取得的文件，揭示了苏联与纳粹德国《莫洛托夫-里宾特洛甫条约》的内容，包括分裂东欧的秘密协议，1939年《德苏貿易協定》，以及关于苏联可能成为第四个轴心国的苏德轴心谈判，美苏关系进一步恶化。
作为回应，一个月后苏联出版了《历史造假者》，这是一本由斯大林编辑攻击西方的书。这本书并没有试图直接反驳或处理《纳粹与苏联关系》杂志上发表的文件，而是专注于西方国家对二战爆发的责任。它认为“西方列强”帮助纳粹重新武装和侵略，包括美国资本家为德国战争工业的发展提供资金，同时故意鼓励德国向东扩张。这本书还声称，在条约实施期间，斯大林拒绝了希特勒分享世界分裂的提议，但没有提到苏德轴心谈判。苏联出版的历史研究、官方记录、回忆录和教科书都引用了这种对事件的描述，直到苏联解体。

### 盟国管制理事会丧失能力和关系破裂
西方盟国（尤其是美国和英国）与苏联之间的关系恶化，同盟國軍事佔領德國的合作也恶化了。1946年9月，在四个占领区的工业用煤分配问题上出现了分歧，盟国管制理事会中的苏联代表撤回了对美国、英国和法国政府商定的计划的支持。面对苏联的抗议，美国和英国推动不同地区之间加强经济合作，1947年1月1日，英国和美国占领的德国地区合并。在1947年和1948年初，他们开始准备货币改革，引入德国马克，最终建立一个独立国家西德。当苏联得知此事时，他们声称这些计划违反了《波茨坦协定》，显然西方国家对德国的占领不感兴趣，在这种情况下，控制委员会没有进一步的目的。1948年3月20日，瓦西里·索科洛夫斯基元帅退出了理事会会议，直到20世纪70年代，苏联才再次派出代表，从而使盟国管制理事会丧失了能力，并放弃了同盟国的继续存在。

## 重要文件
冷战诞生了无数文件。171份文件现保存在《冷战百科全书》（2008）中。
- 巴鲁克计划：1946年。美国向联合国原子能委员会（UNAEC）提出的一项提案：扩大所有国家之间为和平目的交换基本科学信息的范围；对原子能实施必要的控制，以确保其仅用于和平目的；从国家军备中消除原子武器和所有其他可大规模毁灭性的主要武器；通过检查和其他手段建立有效的保障措施，保护遵守国免受违规和规避的危害。当苏联拒绝签署时，美国开展了大规模的核武器试验、开发和部署计划。

- 长电报和“X论文”：正式名称为“苏联行为的根源”。文件描述了1947年发表在《外交事务》杂志上，成为美国冷战政策的基础。这篇文章是美国国务院绝密电报《X条款》的扩展，因提出围堵政策而闻名。尽管这篇文章的署名是“X”，但真正的作者是乔治·凯南。

- NSC-68文件:1950年4月14日，美国国家安全委员会编写和发布的机密报告。该报告概述了美国当时的美国国家安全战略，并从军事、经济、政治和心理角度对苏联和美国的能力进行了全面分析。NSC-68的主要论点是，苏联打算成为世界上唯一的主导力量。报告认为，苏联有一个系统的战略，旨在将共产主义传播到全世界，并建议美国政府采取围堵政策，阻止苏联领导的共产主义势力的进一步扩张。文件概述了从防御政策到实行积极围堵的外交政策转变，并倡导积极的军事准备。NSC 68塑造了未来20年冷战中美国的行动，被称为冷战的“蓝图”。

- 1946年9月6日，美国国务卿詹姆斯·F·伯恩斯在斯图加特发表题为“對德政策的重述”的演讲。它也被称为“希望的演讲”，为美国未来的政策定下了基调，因为它否定了摩根索计划的经济政策，给德国人带来了对未来的希望。西方国家最担心的是贫困和饥饿会驱使德国人走向共产主义。这篇演讲也被视为反对苏联的立场，因为它表明了美国在欧洲无限期维持军事存在的坚定意图。